# Allomicrodesmus dorotheae
Allomicrodesmus dorotheae is een straalvinnige vissensoort uit de familie van grondels (Xenisthmidae). De wetenschappelijke naam van de soort is voor het eerst geldig gepubliceerd in 1966 door Schultz.